# Wage Rudolf Supratman
Wage Rudolf Supratman (régi helyesírással: Soepratman; Batávia, 1903. március 9. – Surabaya, 1938. augusztus 17.) indonéz zene- és dalszerző, Indonézia himnuszának megalkotója, Indonézia nemzeti hőse.

## Élete és munkássága
1903-ban született az akkor Batáviának nevezett Jakarta Jatinegara nevű kerületében (de van olyan vélemény is, amely szerint a közép-jávai Kaligesing körzetben, Somongari faluban). Ebben az időben Indonézia holland gyarmat volt, a gyermek apja, Djumeno Senen Sastrosoehardjo a gyarmati hadtestben szolgált, anyját Siti Senennek hívták. 1914-ben Roekijem nevű nővérével és annak holland férjével, Willem van Eldikkel együtt Makassarba költözött, ahol folytatta tanulmányait (többek között egy esti iskolában holland nyelvet is tanult), és 1921-ben tanári oklevelet szerzett. Sógora, Van Eldik, jól játszott hegedűn, és makassari évei alatt a fiút is tanította zenélni (a hegedű mellett gitározni is).
1924-ben a Timbul Magazine című lapban olvasott egy cikket, amelyben megemlítették, hogy az indonéz őslakosoknak nem volt megengedve, hogy saját nemzeti himnuszt írjanak maguknak, de most az írásban egy felhívást intéztek az emberekhez annak érdekében, hogy végre szülessen meg a himnusz. Ez a felismerés és ez a felhívás indította el Supratmant azon az úton, hogy hazafias dalokat kezdett írni: többek között hamarosan megírta az Indonesia Raya című dalt is, amely később az ország hivatalos himnusza lett. Vannak, akik 1924-et, mások 1926-ot mondanak a keletkezés pontos évszámának.
1928 októberében Jakartában tartották meg a Kongres Pemuda nevű ifjúsági kongresszust, ahol függetlenségpárti csoportok tagjai gyűltek össze. Az október 28-án tartott záróünnepélyen Supratman hegedűn eljátszotta a néhány évvel korábban írt dalát, az Indonesia Rayát, amelytől a jelenlevők le voltak nyűgözve: a dal rövidesen olyan népszerűvé vált köreikben, hogy innentől kezdve minden egyes hasonló kongresszusukon elhangzott. A gyarmatosítók azonban nem nézték jó szemmel a szabadságról és függetlenségről szóló dalt és annak terjedését, így szerzőjét is veszélyes embernek kezdték tekinteni. Az Indonesia Rayát végül betiltották, Supratmant pedig 1938-ban letartóztatták. Utolsó, a letartóztatás előtt írt dala a Matahari Terbit („Napfelkelte”) címet viselte. Nem sokkal később betegség következtében elhunyt.

## Elismerései, emlékezete
- 1971-ben Indonézia nemzeti hősévé nyilvánították.[3]
- Arcképe megjelent bélyegen és korábban az indonéz rúpia több különböző címletű bankjegyén is.
- Születésnapját, március 9-ét a zene nemzeti napjává tették meg Indonéziában.[6]
- Egykori surabayai házában emlékmúzeumot rendeztek be.[7]

## Képek

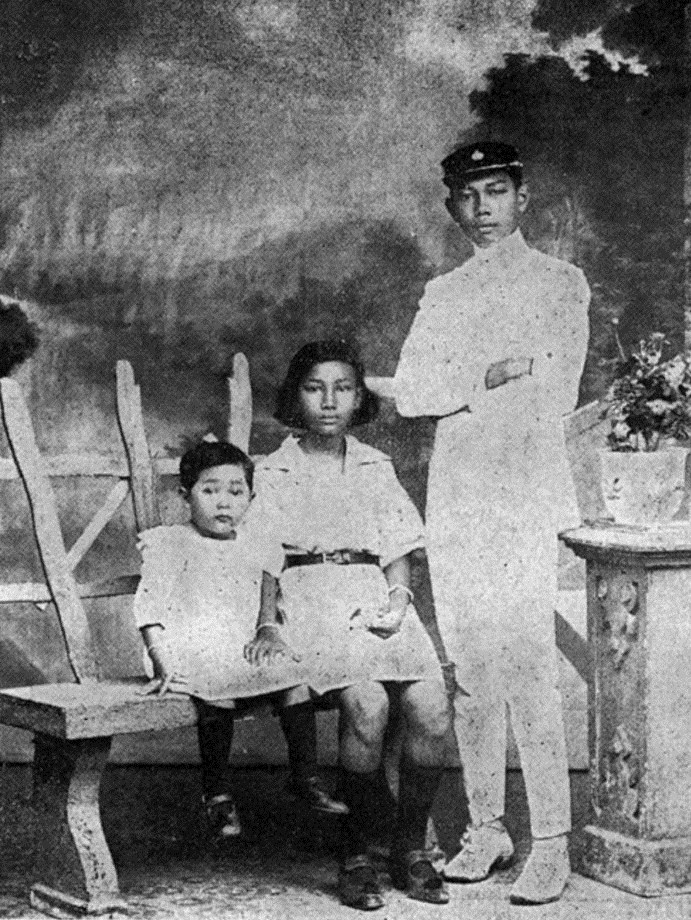
A fiatal Supratman és két húga
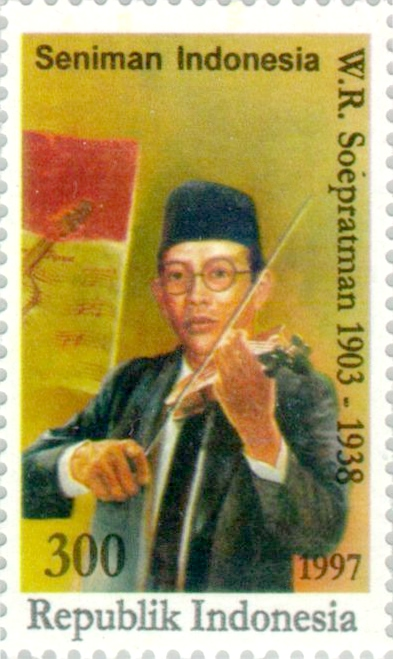
Supratman egy 1997-es bélyegen
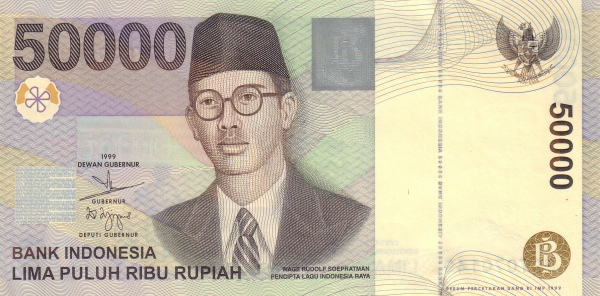
A zeneszerző arcképe az 50 000 rúpiás bankjegyen
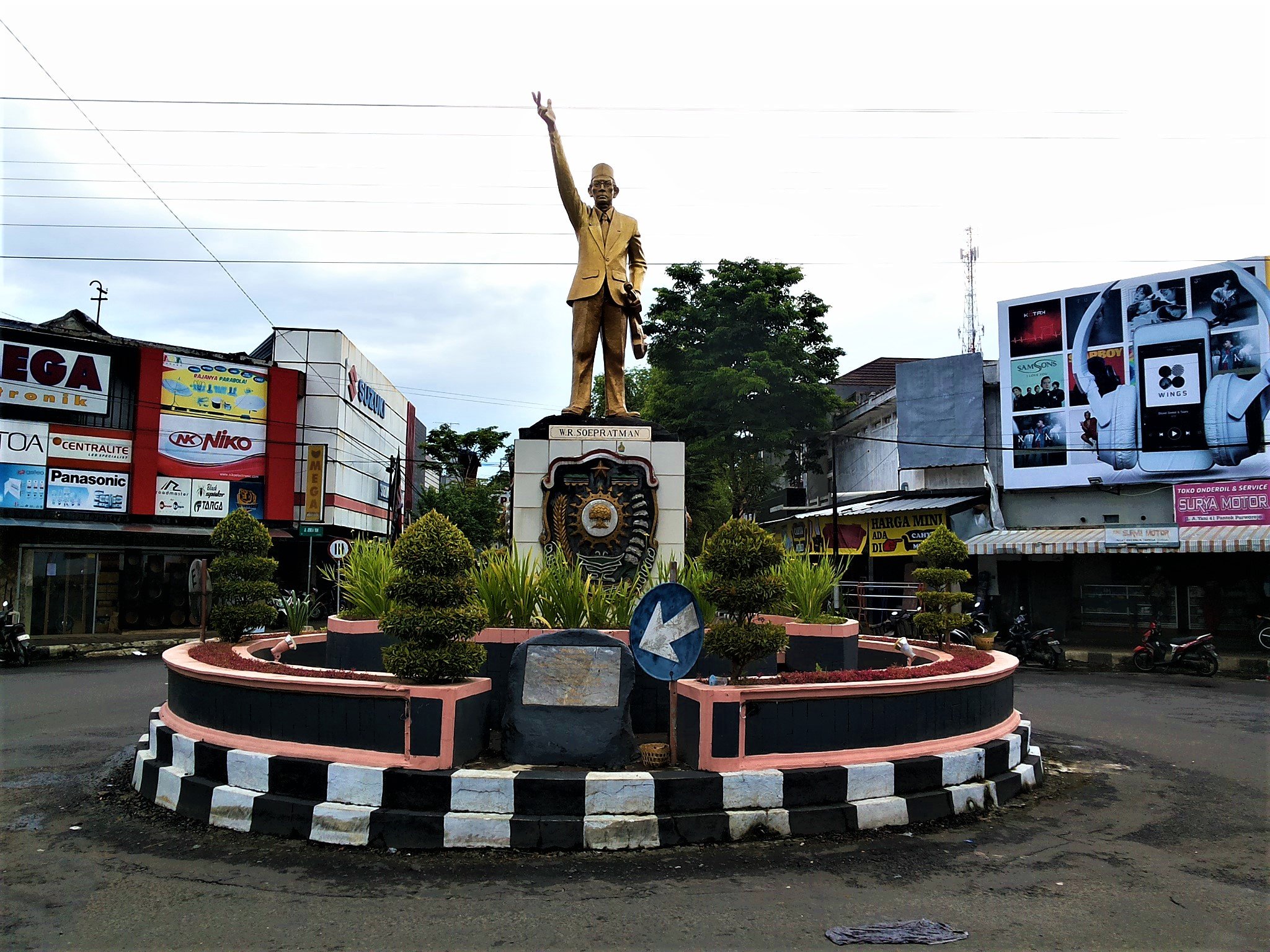
Szobra Purworejóban